# 克威莎2019冠状病毒病疫苗
Ad5-nCoV，商品名为克威莎（Convidecia），是由康希诺生物股份公司和中国人民解放军军事科学院军事医学研究院生物工程研究所开发的单针接种2019冠状病毒病疫苗，该疫苗采用重组5型腺病毒载体，2020年下半年进入Ⅲ期临床试验阶段。Ad5-nCoV为陈薇团队研发的新冠疫苗，是目前中华人民共和国批准上市的COVID-19疫苗中，唯一可采用单针接种程序的疫苗。克威莎与牛津－阿斯利康2019冠状病毒病疫苗和加马列亚2019冠状病毒病疫苗同为腺病毒载体疫苗，与mRNA疫苗相比，克威莎可以在不太严寒的条件下保存。
2021年2月，来自三期临床试验和101例COVID-19病例的全球数据表明，该疫苗在预防COVID-19的中度症状方面有65.7%的有效率，在预防严重疾病方面有91%的有效率。2021年12月，其国际三期临床试验结果的更新在《柳叶刀》发表，该疫苗在预防COVID-19症状方面总体有效率约为57.5%。
该疫苗与强生COVID-19疫苗的有效率相近，强生疫苗是另一款采用单针接种程序的腺病毒载体疫苗，在全球范围内的有效率为65.7%。其单针接种程序和冷藏储存要求（2至8摄氏度），可使其成为许多国家和地区的理想疫苗选择。预计到2021年底，疫苗的生产能力将达到5亿剂。世卫组织于2022年5月19日向康希诺发出该种疫苗的紧急使用授权。

## 研发历史

### 肌注剂一、二期临床试验
2020年年初，中国人民解放军军事医学科学院军事医学研究院生物工程研究所院士陈薇团队于1月26日（正月初二）进驻武汉，协助加快检测和确诊速度，并表示要在12周内研制出疫苗。陈薇院士团队与康希诺生物合作研制的Ad5-nCoV疫苗于3月16日获批进入临床试验。该试验在湖北省武汉市的两个医疗机构中，对108位年龄在18至60岁的健康成年人进行了研究。
2020年4月12日，Ad5-nCoV疫苗进入二期临床试验二期临床试验结果于2020年7月20日发表在同行评审杂志上，并根据对508位合格参与者的数据进行统计分析，注意到中和抗体和T细胞反应。9月，中国疾病预防控制中心首席科学家曾光表示，一期临床试验后的六个月，受试者的COVID-19抗体含量仍然很高。他表示，尽管仍需要进行三期临床试验，但高水平的抗体表明，疫苗可能会在较长的时间内提供免疫力。9月24日，康希诺生物开始对481名参与者进行IIb期临床试验，以评估Ad5-nCoV对6-17岁儿童和56岁及以上老年人的安全性和免疫原性。
2020年8月11日，Ad5-nCoV疫苗被中华人民共和国国家知识产权局授予发明专利权。
2020年5月16日，加拿大总理贾斯汀·特鲁多宣布，加拿大卫生部已批准由加拿大疫苗学中心（CCfV）对康希诺生物生产的COVID-19疫苗进行二期临床试验。CCfV的负责人斯科特·哈珀林（Scott Halperin）表示，该疫苗并非加拿大唯一进入临床试验的疫苗，所有正在研究中的疫苗只有在三期临床阶段完成后才能公开供应。一旦试验成功，加拿大国家研究委员会将与康希诺生物合作，在加拿大生产和分发疫苗。2020年8月，加拿大国家研究委员会披露，该疫苗未经中华人民共和国海关批准运往加拿大。此后，媒体报道称康希诺生物与加拿大疫苗学中心之间的合作被放弃，惟此说法遭到康希诺生物否认。

### 肌注剂三期临床试验
2020年8月，沙特阿拉伯确认该疫苗将在利雅得、达曼和麦加等城市，对5,000人开展第三阶段试验。
2020年9月，俄罗斯NPO Petrovax对500名志愿者进行三期临床试验，随后Petrovax获得政府批准，将其扩大到8,000名志愿者。
2020年10月，墨西哥收到第一批针对10,000至15,000名志愿者进行第三阶段试验的疫苗。
另外，巴基斯坦开始对40,000名志愿者进行三期临床试验。截至12月，约有13,000名志愿者参加试验。
2020年11月，智利批准由La Frontera大学管理，针对5,200名志愿者的三期临床试验。
2020年12月，阿根廷Hupedes基金会在布宜诺斯艾利斯和马德普拉塔市区的11个医疗中心开始三期临床试验。

### 鼻喷雾剂一期临床试验
与大多数需要肌肉注射的COVID-19候选疫苗相比，康希诺生物于2020年9月在中国开始对144名成年人进行一期临床试验，以确定该疫苗作为鼻喷雾剂给药的安全性和免疫原性。2021年6月，陈薇在2021浦江创新论坛表示，雾化剂已经获中国大陆药监部门批准扩大临床试验，研发团队正在申请紧急使用。2022年5月20日，康希诺发表了吸入式疫苗的最新研究成果，临床实验表明序贯加强吸入式疫苗不良反应小于灭活疫苗同源加强，但诱导出之中和抗体水平更高，而且可诱导粘膜免疫。

## 安全性
克威莎是腺病毒载体疫苗（类似英国AZ、美国J&J、俄国卫星五号），这种技术路线潜在的血栓诱发可能性一直为世界所关注。根据世卫组织2022年五月披露的统计，截止2021年年末，在全世界接种的5.8千万例疫苗（其中中国大陆仅1.38千万例其余均位于境外）中，共发生47例疫苗后TTS血栓，合十万分之0.081，远低于其余腺病毒载体疫苗的疫苗后TTS血栓发生率十万分之0.5~6.8。47例中27例为男性，另外，在已记录时间的34例TTS血栓中33例为疫苗注射后30日内发生。

## 生产
2020年2月，负责研发该疫苗的陈薇院士表示，Ad5-NCov的年生产能力到2021年将达到5亿剂。同年9月，俄罗斯Petrovax表示，一旦疫苗在俄罗斯获得批准，2020年俄罗斯将每月生产400万剂Ad5-NCov疫苗，2021年将每月生产1000万剂。
2021年2月，墨西哥收到了第一批用于疫苗的活性成分，由Drugmex公司在克雷塔罗州负责分装。同年4月，马来西亚Solution Biologics宣布，将负责疫苗在马来西亚的分装，以进行分发。

## 获批和供应

### 亚洲

#### 中国大陆
2020年6月25日，Ad5-nCoV疫苗获得中华人民共和国中央军委后勤保障部卫生局颁发的军队特需药品批件，有效期一年。2021年2月21日，康希诺生物向中华人民共和国国家药监局提交附条件上市申请，2月25日获国家药监局附条件批准注册申请。2021年4月4日云南省瑞丽市发生疫情后，15万剂“克威莎”腺病毒载体疫苗陆续抵达云南，将助力德宏州包括瑞丽市在内的广大边境地区民众尽快完成疫苗接种。2021年5月，浙江省开始进行“克威莎”腺病毒载体疫苗的接种工作，上海市也于同月13日开始供应此种腺病毒载体疫苗。而在北京市，4月21日即有接种点开始供应腺病毒载体疫苗，但截至5月19日仍然仅海淀区内个别接种点（仅10个）供应该疫苗，选择接种该疫苗的也多为工作时间紧凑或有出差、出游安排的年轻人。截至2021年5月，中国大陆已有15个一级行政区采购了该疫苗。
2021年12月，克威莎疫苗开始在位于上海市宝山区的厂房投产，该厂由上海医药以上海三维生物技术有限公司作为投资主体，与康希诺生物、上海生物医药产业股权投资基金合伙企业合资组建。2022年1月27日，上藥康希諾寶山工廠新冠疫苗正式在上海量產上市。2022年10月25日，上海市启动吸入用克威莎疫苗加强免疫预约登记，26日起启动加强免疫工作。已全程接种国药中生北京所、国药中生武汉所、科兴疫苗以及肌注式克威莎疫苗满6个月的18岁及以上人群中，均可选择使用吸入用克威莎疫苗开展1剂次加强免疫接种。在中国大部分地区，吸入用克威莎疫苗不可作为第一剂疫苗使用，已经完成三剂接种的人群也暂时不予接种（新疆则于2022年10月展开第四剂疫苗接种），直至2022年12月14日国家卫健委公布第二剂次加强免疫接种实施方案为止；吸入用疫苗可作为3剂灭活疫苗或2剂康希诺肌注式腺病毒载体疫苗的第二剂次加强。

#### 其他地方
2020年10月，印度尼西亚与康希诺生物达成协议，将在2020年11月交付10万剂疫苗，并期望在2021年再交付1500至2000万剂疫苗。2021年1月，康希诺生物向巴基斯坦提供了2000万剂疫苗，并于2月12日批准了该疫苗的紧急使用。前300万剂将于4月到达。2021年2月，马来西亚Solution Biologics公司同意向政府提供350万剂疫苗。政府于同年4月起先交付50万剂，其余的全部由Solution Biologics完成。

### 欧洲
2021年3月，匈牙利批准该疫苗的紧急使用授权。

### 北美洲
2020年12月，墨西哥外交部长马塞洛·埃布拉德与康希诺生物签署协议，同意提供3500万剂疫苗。2021年2月10日，墨西哥卫生监管机构Cofepris批准该疫苗用于紧急使用授权。墨西哥已接收200万剂疫苗的有效成分，预计将在2月份接收600万剂。

### 南美洲
2021年3月，智利签署协议，将在当年5月和6月交付180万剂疫苗。该疫苗于2021年4月获得紧急使用授权。